# Al-Ḥasan al-Ṣāmṣām
Al-Ḥasan al-Ṣāmṣām detto Ḥasan II (in arabo ‎?; Palermo, ... – Palermo, dopo il 1052) decimo e ultimo Emiro della dinastia kalbita che regnò sulla Sicilia a partire dal 1040 fino al 1052.
Appartenente alla dinastia islamica sciita-ismailita dei Kalbiti di Sicilia, regnanti sull'Emirato di Sicilia, fu acclamato Emiro di Sicilia dopo la cacciata dall'Isola degli eserciti Bizantini di Giorgio Maniace e degli Ziridi.

## Biografia
Nel 1037, dopo l'uccisione del suo predecessore Aḥmad II, l'Isola cadde nelle mani di 'Abd Allah principe Zirita. Il suo dominio durò molto poco, poiché Giorgio Maniace, nel 1038 in un sol colpo, riuscì ad invadere l'intera Sicilia. Ma a causa della sua avarizia e delle invidie di corte, Maniace fu richiamato a Costantinopoli e imprigionato l'anno successivo. Ciò facilitò la riscossa dei siculo-arabi che, cacciati in Africa gli Ziridi, acclamarono loro Emiro Ḥasan II al-Ṣāmṣām, fratello minore di Aḥmad II ucciso tre anni prima.
Il suo potere, però, risultò fortemente limitato e condizionato dall'aristocrazia, soprattutto quella palermitana. Sotto il suo regno, l'Emirato di Sicilia iniziò progressivamente a sfaldarsi e dividersi in quattro potentati locali; uno a Palermo, uno tra Sciacca, Marsala, Mazara e Trapani, uno nella Sicilia centrale e uno nel Val Demone con Catania come capoluogo.
Nel 1052, il debole Ḥasan II al-Ṣāmṣām venne deposto dai palermitani che proclamarono una sorta di "Repubblica islamica", durata vent'anni, sotto il dominio di un ristretto e potente gruppo di aristocratici.
Con la fine della Dinastia dei Kalbiti, l'Emirato di Sicilia entrò in una insanabile anarchia che fu il preludio dell'avvento dei normanni Altavilla latori di una nuova gloriosa era per la Sicilia (conquista normanna della Sicilia).